# Atlacamani
Atlacamani é a deusa asteca das tormentas do mar.